# Detroit techno
Detroit techno je nejstarší styl z hudby techno. Ta vznikla původně v Detroitu jako odpověď na tzv. Chicago house . Za zakladatele Detroit techno hudby jsou považováni Juan Atkins, Derrick May a Kevin Saunderson - tzv. Trio z Belleville. K tvorbě Detroit techna se nejčastěji používají analogové syntezátory a tehdejší bicí automaty jako Roland TR-909, jejichž zvukem je tento styl techno hudby specifický. V pozdějších nahrávkách se začaly používat různé digitální emulátory, napodobující charakteristický zvuk těchto nástrojů.

## Umělci
Prvními tvůrci Detroit techna byli v půlce 80. let Juan Atkins, Kevin Saunderson a Derrick May, kteří se seznámili na střední škole v Belleville, městě vzdáleném 47 kilometrů od Detroitu. K této tzv. první generaci Detroit techna patřil i Eddie "Flashin" Fowlkes, Frankie Knuckles a Blake Baxter. Na ně později navázala tzv. druhá generace, mezi kterou patřili umělci jako Carl Craig, Jeff Mills, Robert Hood, Kenny Larkin, Stacey Pullen, Mad Mike, Jay Denham, Kelli Hand a další.
Mezi nejvýznamnější labely, vydávající Detroit techno patřily (a dosud patří) Underground Resistance a Detroit Techno Militia. Jeff Mills vydával svá alba na prvním jmenovaném, později založil vlastní label Axis a jeho sublabel Purpose Maker.
V Evropě se do širšího povědomí Detroit techno (a potažmo celá techno scéna) dostala především (avšak nejen) zásluhou výše zmíněných umělců a berlínského klubu a labelu Tresor, který začal jako jeden z prvních v Evropě vydávat vinylové desky s tímto žánrem elektronické hudby.
| - Derrick May - Kevin Saunderson - Juan Atkins - Jeff Mills - Robert Hood - Mad Mike - Carl Craig - Kenny Larkin - Stacey Pullen - Claude Young - Anthony Shakir - Blake Baxter |  | - Eddie "Flashin" Fowlkes - Jay Denham - Alan Oldham - Sean Deason - Kelli Hand - Mike Grant - Gerald Mitchell - Terrence Dixon - Suburban Knight - Octave One - Scan 7 - The Martian - DJ Rolando |